# Travis McCoy
Travis Lazarus "Travie" McCoy (født 5. august 1981) er en sanger og rapper fra USA. Han er medstifter af gruppen Gym Class Heroes, og har også helliget sig sin solokarriere. Han er særlig kendt for nummeret "Billionaire" som han synger sangen med Bruno Mars.

## Diskografi
- Lazarus (2010)